# 推敲
推敲（すいこう）とは、文章を何度も練り直すこと。
唐代、都の長安に科挙（官吏の登用試験）を受けるためにはるばるやってきた賈島は、乗っているロバの上で詩を作っていた。その途中、「僧は推す月下の門」という一句を口ずさんでから、「推す」のほかに「敲く」という語を思いついて迷ってしまった。彼は手綱をとるのも忘れ、手で門扉を押すまねをしたり、叩くまねをしたりしたが、なかなか決まらなかった。あまりにも夢中になっていたので、向こうから役人の行列がやってきたのにも気づかず、その中に突っ込んでしまった。さらに悪いことに、その行列は知京兆府事（長安の都知事）、韓愈の行列であったため、賈島はすぐに捕らえられ、韓愈の前に引っ立てられた。そこで彼は事の経緯をつぶさに申し立てた。優れた名文家であり、漢詩の大家でもあった韓愈は、賈島の話を聞き終わると、「それは『敲く』の方がいいだろう、月下に音を響かせる風情があって良い｣と言った。そして、二人は、馬(韓愈)とロバ(賈島)を並べていきながら詩を論じ合った。
このことから「文章を書いた後、字句を良くするために何回も読んで練り直すこと」を「推敲」という。